# René Girard
René Noël Théophile Girard, francoski zgodovinar, literarni kritik in filozof, * 25. december 1923,  Avignon, Francija, †1 4. november 2015.  Diplomiral je iz paleografije in se specializiral v mediavalistiki. Njegovo področje ustvarjanja pokriva približno celotno humanistiko: zgodovino, literarno kritiko in teorijo, antropologijo, teologijo, primerjalno religiologijo, socialno in kulturno antropologijo, etnologijo, sociologijo, ekonomijo, kulturologijo in filozofijo. V posameznih vedah je prepričal stroko, v nekaterih manj. 
Središčni pojem njegove filozofije in antropologije je mimetični model posnemanja: ljudje - kot posamezniki in kot družba - se združujemo in sobivamo na podlagi posnemanj nasilnih obredov žrtvovanja/žrtvovanj. Središče zanimanja je predvsem njegova teorija grešnega kozla kot temelja socialne organizacije. 
Od leta 1947 pa je živel v ZDA, kjer je opravljal več znanstveno-prosvetnih funkcij. Bil je član Francoske akademije.

## Življenje
René Girard se je rodil v Avignonu 25. decembra 1923. Med letoma 1943 in 1947 je študiral srednjeveško zgodovino na École des Chartes v Parizu.  Tema njegovega dela je bilo Zasebno življenje v Avignonu v drugi polovici 15. stoletja. Leta 1947 je Girard odšel na Univerzo v Indiani, saj je tam dobil enoletno štipendijo. Od takrat je preživel večino svoje kariere v ZDA. Doktoriral je na Univerzi v Indiani z delom Ameriško mnenje o Franciji v letih od 1940-43. Čeprav je bila njegova raziskava zgodovinska, je bil njegov doktorat dodeljen tudi francoski literaturi - področju, na katerem je prvič dobil svoj ugled kot literarni kritik. Sloves literarnega kritika si je utrdil z esejema o Albertu Camusu in Marcelu Proustu. Promoviral je leta 1950 in ostal na Univerzi v Indiani do leta 1953.  Poučeval je tudi na zasebni Univerzi Duke in kolidžu Bryn Mawr (1953-57), potem pa še na Univerzi Johna Hopkinsa v Baltimoru, kjer je postal redni profesor leta 1961. V tem letu je objavil tudi svojo prvo monografijo: Romantična laž in romaneskna resnica. Več let se je selil med Državno univerzo New York v Buffalu in Johnom Hopkinsom. Dve najpomembnejši knjigi, objavljen v tem obdobju, sta Nasilje in sveto (1972) in Stvari skrite od stvarjenja sveta (1978). Leta 1981 je postal profesor francoskega jezika, književnosti in civilizacije na Univerzi Stanford, kjer je ostal vse do svoje upokojitve leta 1995.  V tem obdobju je Girard objavil dela: Grešni kozel (Le Bouc émissaire, 1982), La route antique des hommes pervers (1985), A Theatre of Envy: William Shakespeare (1991) in Quand ces choses commenceront ... (1994). 
Leta 1990 je skupina znanstvenikov ustanovila kolokvij o nasilju in religiji (COV&R) s ciljem, da se "razišče, kritizira in razvija mimetični model odnosa med nasiljem in vero v razvoju in ohranjanju kulture in družbe". Ta organizacija organizira tudi letno konferenco, posvečeno temam, povezanim z Girardovo mimetično teorijo, krivico, nasiljem in vero. Girard je bil častni predsednik COV&R.  Soustanovitelj in prvi predsednik COV&R je švicarski rimokatoliški teolog Raymund Schwager. Leta 1985 mu je Vrije Universiteit Amsterdam na Nizozemskem podelila častni doktorat; štirje so sledili še kasneje. Dne 17. marca 2005 je bil Girard izvoljen v Francosko akademijo (37. sedež). Njegovo delo je navdihnilo meddisciplinarne raziskovalne projekte in eksperimentalne raziskave, kot je projekt "Mimetic theory", ki ga je sponzorirala humanitarna Fundacija Johna Templetona. 4. novembra 2015 je Girard po dolgi bolezni umrl na svojem domu v Stanfordu, Kalifornija.

## Girardovo delo
Vsa njegova dela so napisana v francoščini, kasnejši prevodi v angleščino pa so pripomogli k porastu zanimanja za njegovo delo. Kljub daljšemu bivanju v ZDA se ni čutil gotovega za pisanje v angleščini. Temelji Girardove antropologije so preprosti. Girard meni, da lahko že na primeru Biblije in krščanstva razkrijemo osnovni mehanizem funkcioniranja človeške družbe, ki temelji na žrtvovanju in žrtvi. Mimeza (grška beseda za posnemanje) je v Girardovi koncepciji postala ključna v kategoriji, ki opisuje model stabilne ljudske skupnosti prek krvavih obredov in preganjanj, v katerih je žrtev najprej demonizirana, na koncu pa sakralizirana. Skrb o žrtvah, zavračanje, da se vrste v simplificiranih mehanizmih dehumanizacije posameznika, ki so po Girardu, označene v vseh mitih od dionizijskih misterijev do holokavsta v 20. stoletju. Vse to nakazuje na to, da se Girard spozna in ima v svojih delih vpogled v veliko stvari. Avtor je pokazal veliko subtilnost pri biblijskih mitih. Še posebej pri Knjigi o Jobu in evangelijih, se uvrščajo med neizčrpen vir filozofije in antropologije religije. Girard je prikazal tudi družbeno-verske mehanizme, na katerih slonijo tako antični religijski kulti kot moderni ideološko-politični sistemi, od makartizma do polpotizma. Girard je v krščanskem pojmovanju Boga, Satana in Kristusa našel adekvatni aparat za opis in pojasnitev družbenih pojavov, kot so histerija, verski, nacionalni ali ideološki genocidi, socialni ostrakizem in preganjanje družbi neprimernih posameznikov.     

### Mimetična želja
Mimetična želja je Girardov osnovni koncept. Že od Platona naprej je bilo pri proučevanju človekove narave predmet raziskovanja posnemanje, ki je tisto, kar nas naredi najboljšo izmed vseh živalskih vrst. Iz tega sledi, da je posnemanje osnovni mehanizem učenja. Naučimo se in znamo toliko, kolikor se naučimo od svojega učitelja/mediatorja. Nevroznanstveniki vse bolj ugotavljajo, da naša živčna struktura spodbuja imitacijo zelo uspešno. Vseeno pa, kot pravi Girard, največ razmišljanja, posvečenega imitiranju, posvetimo zelo malo pozornosti dejstvu, da tudi imitiramo želje drugih ljudi in glede na to ,kako se to dogodi, lahko to privede do konfliktov in sovraštva. Če si ljudje želijo želje drugega, si lahko hitro želijo iste stvari. Če si želijo iste stvari, bržčas postanejo sovražniki, saj segajo po istih objektih. Zato Girard pogosto razlikuje imitacijo od mimeze. Imitacija je navadno razumljena kot pozitivno posnemanje obnašanja nekoga drugega, medtem ko je mimeza oblika negativnega, tekmovalnega posnemanja.

### Mediacija
Girard loči različne vrste mediacije. To je proces, v katerem ena oseba vpliva na želje in vrednote neke druge osebe. Vedno, ko je želja nekoga drugega posnemana iz strani druge osebe, prva oseba postane mediator ali model.
Girard izpostavi, da je to zelo očitno v odnosih z javnostjo in pri tehnikah trženja. Kot primer je oglaševanje. Slavna oseba predstavi izdelek, ga mediira kupcem in s tem naredi to, da si želijo tudi drugi postati kot ona. Tako želijo ta izdelek kupiti. Tako izdelek ni promoviran na njegovih lastnostih, ampak ga ljudle želijo kupiti le zato, ker si ga želi ta slavna oseba. Iz primera je razvidno, da zunanja mediacija ne prinaša nevarnosti tekmovalnosti med osebki, saj le-ti pripadajo različnim svetovom. Girard verjame, da je zunanja mediacija del psihologije želje. Že od najzačetnejše faze otroštva imamo zgled v svojih starših. Zato je tudi največ tega, kar si želimo, mediacija, ki smo jo pridobili prek staršev.
Naslednja vrsta mediacije je notranja mediacija, ko oseba ni več ločena od svojega modela, mediatorja. To pripelje do tega, da si obe osebi na koncu želita enake stvari. Ampak prav zato, ker nista v različnih svetovih, si zdaj lahko kot cilj zadaneta iste stvari, postaneta tekmeca. Sedaj je tekmovanje večje, saj si sedaj osebka stojita nasproti. Zato je se pri notranji mediaciji, posnemalčeve želje postanejo ultimativne za razliko od zunanje mediacije - oseba pade v tekmovalnost s svojim modelom, mediatorjem. To se pokaže na primer pri študentu, ki dela doktorat, in poskuša posnemati svojega mentorja. To nastane problem, saj poskuša študent postati popolnoma kot učitelj in ga po možnosti preseči. Tako deluje notranja mediacija - oseba mediira nekaj iz svojega sveta in zato z lahkoto postane mediatorjev rival. To rivalstvo lahko privede tudi do tragičnih posledic. Po Girardu je literatura portret človeške narave; zelo pogosto bo človek želel nekaj kot rezultat imitiranja drugih ljudi, ampak skrajno bo to posnemanje privedlo do tekmovalnosti z osebo, ki je bila imitirana na začetku.
Tu pa je tudi skrajna želja, ki lahko pripelje do tega, da hoče posnemovalec postati mediator. Tako se lahko tudi razširi zgornji primer: oseba noče izdelka, ki ga promovira znana oseba, le kupiti. Hoče postati ta slavna oseba. Girard to željo, biti nekdo drug, poimenuje metafizična želja. Kjer zunanja mediacija ne vodi do rivalnosti, notranja naredi prav to. Metafizična želja pa vodi osebo ne samo do rivalstva z mediatorjem. Vodi do popolne obsedenosti z mediatorjem. Tu mediator postane ovira do ugoditve tej metafizični želji. V kolikor želi oseba postati njen mediator, ta želja nikoli ne bo izpolnjena. To pa seveda zato, ker nihče ne more biti nekdo drug. Zato je takšno stanje samo po sebi zelo uničujoče, saj vodi v zamero do drugih. Kot primer Girard prikaže samouničujočega protagonista iz Dostojevskijevega romana Zapiski iz podpodja. V neimenovanem protagonistu je izvor nezadovoljstva z njim samim, obsesijo biti nekdo drug; kar pa je nemogoče.

### Mehanizem grešnega kozla
Po Girardovi filozofiji, notranja mediacija in metafizična želja skrajno pripeljeta do tekmovalnosti in nasilja. Imitacija eventuelno zbriše razlike med človeškimi bitji in zato ker ljudje postanejo tako podobni, da si želijo iste stvari, kar vodi k tekmovalnosti in Hobbesovo naravno stanje "vojne vseh proti vsem". Ta sovraštva kmalu postanejo grožnja obstoja družbe. Tako se Girard vpraša kako je mogoče, da družba preide takšno stanje. On verjame, da je problem nasilja pogosto rešen z manjšo dozo nasilja. Ko se mimetična rivalstva kopičijo, narašča tudi napetost v družbi. Ampak na neki točki ta pritisk doseže vrhunec. Ko je nasilje na točki, ko le-to ogroža obstoj družbe, se pogosto pojavi bizaren psihološki mehanizem - vse nasilje družbe je naenkrat projicirano na eno samo osebo oziroma družbeno skupino. Tako ljudje, ki so prej trpeli, sedaj združijo svoje moči proti šibkejši osebi/družbeni skupini, ki je izbrana kot grešnega kozla. Tako prejšnji sovražniki postanejo prijatelji in sedaj družbeno sodelujejo pri izvrševanju nasilja nad določenim sovražnikom. Girard temu reče mehanizem grešnega kozla, iluzija, kjer so vsi grehi preloženi na grešnega kozla, v preteklosti so nato to osebo izobčili iz skupnosti, kar je bilo enako socialnemu umoru, ali pa so jo žrtvovali bogovom. Mehanizem grešnega kozla je na podlagi svetopisemskega opisa (3 Mz 16,8-22) prvi strokovno opisal in mu dal naziv škotski kulturni antropolog James George Frazer.

## Prevedeno v slovenščino

### Monografiji
- Gledam satana, ki kakor blisk pada z neba (2006), Ljubljana: KUD Logos
- Grešni kozel (2011), Ljubljana: Teološka fakulteta

### Članki
- "Totalitaren proces" v Nova revija: mesečnik za kulturo. - 8, št.92 (1989), str.1577-1580
- "Pogovor z Renéjem Girardom" / [zapisal] Michael Jacob v Nova revija : mesečnik za kulturo. - 16, št. 180/181 (april-maj 1997), str. 142-153
- "Nasilje in sveto: totem in tabu ter prepoved incesta" v Phainomena: glasilo Fenomenološkega društva v Ljubljani. - 7, št. 25/26 (1998), str. 61-85
- "Utemeljitveni umor v Nietzschejevi misli" v Phainomena : glasilo Fenomenološkega društva v Ljubljani. - 7, št. 25/26 (1998), str. 99-120
- "Bolje je, da en človek umre..." v Phainomena: glasilo Fenomenološkega društva v Ljubljani. - 7, št. 25/26 (1998), str. 87-97
- "Nasilje in sveto: (utemeljitveni umor v Nietzschejevem mišljenju)" v FNM: filozofska revija za učitelje filozofije, dijake in študente. Letn. 5, št. 2 (1998), str. 12-15
- "O stvareh, skritih od stvaritve sveta" v FNM: filozofska revija za učitelje filozofije, dijake in študente. Letn. 7, št. 3/4 (2000), str. 26-28
- "So evangeliji mitološki?" v Tretji dan: verski časopis študentov in izobražencev. Letn. 37, št. 5/6 (maj/jun. 2008), str. 3-10
- "Krščanstvo in modernost" v Tretji dan: verski časopis študentov in izobražencev. Letn. 41, št. 3/4 (2012), str. 5-14

## Znanje povezave
- Rene Girard @ Internet Encyclopedia of Phylosophy
- Rene Girards Theory of Violence, Religion and the Scapegoat
- History is a test. Mankind is failing it. @ Stanford Magazine
- The unlikely Christianity of René Girard @ The Week
- René Girard, philosopher - obituary @ The Telegraph